# No Mercy (2003)
Pour les articles homonymes, voir No Mercy.
No Mercy 2003 s'est déroulé le 19 octobre 2003 au 1st Mariner Arena de Baltimore, Maryland.
- Sunday Night Heat match : Billy Kidman def. Shannon Moore (5:12)
  - Kidman a effectué le tombé sur Moore after après un BK Bomb du haut de la troisième corde.
- Tajiri def. Rey Mysterio pour conserver le WWE Cruiserweight Championship (11:40)
  - Tajiri a effectué le tombé sur Mysterio après un rapide coup de pied en pleine face.
  - Akio et Sakoda ont fait leur début en distrayant Mysterio.
- Chris Benoit def. A-Train (12:24)
  - Benoit a fait abandonner A-Train sur le Sharpshooter. La fin de ce match était dédiée à Stu Hart, qui est mort quelques jours avant le show.
- Zach Gowen def. Matt Hardy (5:33)
  - Gowen a réalisé le compte de trois sur Hardy avec un Moonsault.
- The Basham Brothers (Doug et Danny) (w/Shaniqua) def. The APA (Faarooq et Bradshaw) (8:55)
  - Doug a effectué le tombé sur Bradshaw après que Shaniqua l'a frappé avec un tuyau.
- Vince McMahon (w/Sable) def. Stephanie McMahon (w/Linda McMahon) dans un "I Quit" match (9:24)
  - Vince battait Stephanie quand Linda jetait l'éponge après que Vince commençait à étrangler avec une chaîne.
  - Selon la stipulation du combat, Stephanie a perdu son poste de General Manager de SmackDown!. Si Vince perdait, il devait céder ce qui lui appartient à la WWE.
  - Stephanie McMahon pouvait remporter le match par tombé ou soumission
- Kurt Angle def. John Cena (18:28)
  - Kurt Angle a fait abandonner John Cena sur le Ankle Lock
- The Big Show def. Eddie Guerrero pour remporter le WWE United States Championship (11:27)
  - Big Show a effectué le tombé sur Guerrero après 2 Chokeslams.
- Brock Lesnar def. The Undertaker dans un Biker Chain Match pour conserver le WWE Championship (24:14)
  - Lesnar a effectué le tombé sur Undertaker après l'avoir frappé avec une chaîne.
  - The F.B.I. et Vince McMahon sont intervenus durant le match en faveur de Lesnar. Lesnar et Undertaker se sont battus dans deux No Mercy, en 2002 et 2003.